# Tyler Toffoli
Tyler Toffoli (Scarborough, 24 aprile 1992) è un hockeista su ghiaccio canadese.

## Palmarès

### Mondiali
- 1 medaglia:
  - 1 oro (Repubblica Ceca 2015)